# Reino Indo-Grego
O Reino Indo-Grego (ou Reino Greco-Indiano) abrangeu várias regiões do noroeste e do norte do subcontinente indiano durante os dois últimos séculos a.C., e foi governado por mais de 30 reis helenísticos,geralmente em conflito entre si. O reino foi fundado quando o rei greco-báctrio Demétrio invadiu a Índia em princípios do século II a.C. Nesse contexto, a fronteira da "Índia" era o Indocuche. Finalmente, os gregos na Índia dividiram-se do Reino Greco-Bactriano centrado na Báctria (hoje a fronteira entre o Afeganistão e o Uzbequistão). A expressão "reino indo-grego" descreve, em sentido amplo, várias politeias dinásticas. Havia numerosas cidades, como Taxila, Panjabe, ou Puscalavati e Sagala. Essas cidades teriam abrigado várias dinastias em sua época e, baseado na Geografia de Ptolomeu e na nomenclatura de reis posteriores, um certo Teófilo no sul foi também, provavelmente, um sátrapa em algum ponto.[carece de fontes?]
Durante os seus dois séculos de domínio, os reis indo-gregos combinaram os símbolos gregos e indianos e as línguas gregas e indianas, como pode ser visto em suas moedas, e combinaram práticas religiosas gregas, hindus e budistas, como pode ser visto nos restos arqueológicos de suas cidades e nas indicações do seu apoio ao budismo, o que aponta para uma rica fusão de influências indianas e helenísticas. A difusão da cultura indo-grega teve consequências que ainda são sentidas nos dias de hoje, particularmente por meio da influência da arte greco-budista.[carece de fontes?]
O Reino Indo-Grego desapareceu definitivamente como entidade política por volta de 10 d.C., após as invasões indo-citas, embora bolsões de populações gregas provavelmente tenham permanecido na região por muitos séculos a mais, durante o domínio subsequente do Reino Indo-Parta e do Império Cuchana.

## Presença grega na Índia
Em 326 a.C., Alexandre, o Grande conquistou a região noroeste do subcontinente indiano até o rio Beás, e estabeleceu satrapias, bem como várias cidades, como Bucéfala, até as suas tropas se recusarem a deslocar-se mais a leste. As satrapias indianas de Panjabe foram deixadas ao domínio de Poro e Taxiles, o que foi reafirmado na Partilha de Triparadiso, em 321 a.C., e as tropas gregas restantes nessas satrapias foram deixadas ao comando do general Eutidemo I. Pouco tempo após 321 a.C., Eutidemo derrubou Taxiles, até deixar a Índia em 316 a.C. Outro general também dominou as colônias gregas do Indo: Peiton, filho de Agenor, até a sua partida para a Babilônia em 316 a.C.
Em 305 a.C., Seleuco I liderou um exército até o Indo, onde encontrou Chandragupta Máuria. O confronto terminou com um tratado de paz, e um "acordo de epigamia" (em grego: Επιγαμια), que significa ou um casamento dinástico, ou um acordo para casamento entre indianos e gregos. Conformemente, Seleuco cedeu a Chandragupta os seus territórios a noroeste, possivelmente até Aracósia e recebeu 500 elefantes de guerra (que tiveram um papel importante na vitória de Seleuco na batalha de Ipso).
Vários gregos, como o historiador Megástenes, seguido por Deimaco e Dionísio, foram enviados para residir na corte máuria. Presentes continuaram a ser trocados entre os dois governantes. A intensidade desses contatos é constatada pela existência de um departamento do estado máuria dedicado para estrangeiros gregos (iavana) e persas, ou pelos restos de cerâmica helenística que podem ser encontrados ao longo do norte da Índia.
Nessas ocasiões, as populações gregas aparentemente permaneceram no noroeste do subcontinente indiano sob domínio máuria. O neto de Chandragupta, Asoca, que se convertera à fé budista declarada nos Éditos de Asoca, registrou em pedra, algumas delas em grego, que as populações gregas dentro do seu reino também teriam que se converter ao budismo. Nos seus éditos, Asoca afirma que enviou emissários budistas para governantes gregos, chegando até o Mediterrâneo (Édito nº 13), e que desenvolveu fitoterapia em seus territórios, para o bem de humanos e animais (Édito nº 2).
Os gregos na Índia parecem, até mesmo, ter tido um papel ativo na propagação do budismo, já que alguns dos emissários de Asoca, como Darmaracsita ou o professor Maadarmacsita, são descritos em fontes pális como proeminentes monges gregos ("Yona"), ativos em proselitismo budista (o Mahavamsa, XII). Também se pensa que os gregos contribuíram para o trabalho escultural dos Pilares de Asoca e, de forma mais geral, ao florescimento da arte máuria.
Novamente em 206 a.C., o imperador selêucida Antíoco II Magno liderou um exército em direção à Índia, onde recebeu elefantes de guerra e presentes do rei Sofagaseno.

## História do reino indo-grego
A história do reino indo-grego abrange um período que vai do século II a.C. até o início do século I d.C., no norte e no noroeste da Índia. Existiram mais de 30 reis indo-gregos, geralmente em competição por diferentes territórios. Muitos deles são conhecidos somente por suas moedas. Muitas das datas, territórios e relações entre os reis indo-gregos são baseadas em análise numismática, algumas escrituras clássicas e escrituras indianas.[carece de fontes?]
A invasão do norte da Índia e o estabelecimento do que seria conhecido como o "reino indo-grego" iniciou-se por volta de 200 a.C. quando Demétrio I, filho do rei greco-bactriano Eutidemo I, liderou suas tropas pelo Indocuche. Apolodoto pode ter avançado para o sul, enquanto Menandro posteriormente liderou invasões para o leste. Após suas conquistas, Demétrio recebeu o título ανικητος ("Aniceto", que significa invencível), nunca dado antes para um rei.[carece de fontes?]
Evidência escrita das invasões gregas iniciais sobrevive nas escrituras de Estrabão e Justino, e nos registros em sânscrito de Patanjali, Calidasa e no Yuga Purana, entre outros. Moedas e evidências arquitetônicas também registram a campanha grega inicial.[carece de fontes?]